# Jason Kidd
Pour les articles homonymes, voir Kidd.
Jason Frederick Kidd dit J-Kidd, né le 23 mars 1973 à San Francisco en Californie, est un joueur et entraîneur américain de basket-ball. Après avoir joué 19 saisons en NBA (1994-2013), notamment chez les Nets du New Jersey et les Mavericks de Dallas, il devient entraîneur lors de la saison NBA 2013-2014.
Il est le troisième meilleur passeur de l'histoire de la NBA. Il mène à deux reprises les Nets du New Jersey aux finales NBA, en 2002 et 2003.
Jason Kidd est par ailleurs un joueur très complet, excellant tant dans les rebonds que dans les interceptions ou les tirs à trois points. Son excellente capacité au rebond lui vaut d'être l'un des meilleurs au nombre de triple-doubles (atteindre au moins 10 unités dans trois catégories statistiques lors d'un match). Avec 2 684 interceptions, il est également le deuxième meilleur intercepteur de l'histoire de la NBA, derrière John Stockton. Enfin, il fait partie des meilleurs tireurs de l'histoire de la NBA. Avec 1 988 paniers à trois points réussis sur 5 701 tentés, il est le dixième marqueur à trois points de la ligue.

## Biographie

### Carrière de joueur

#### Université (1992-1994)

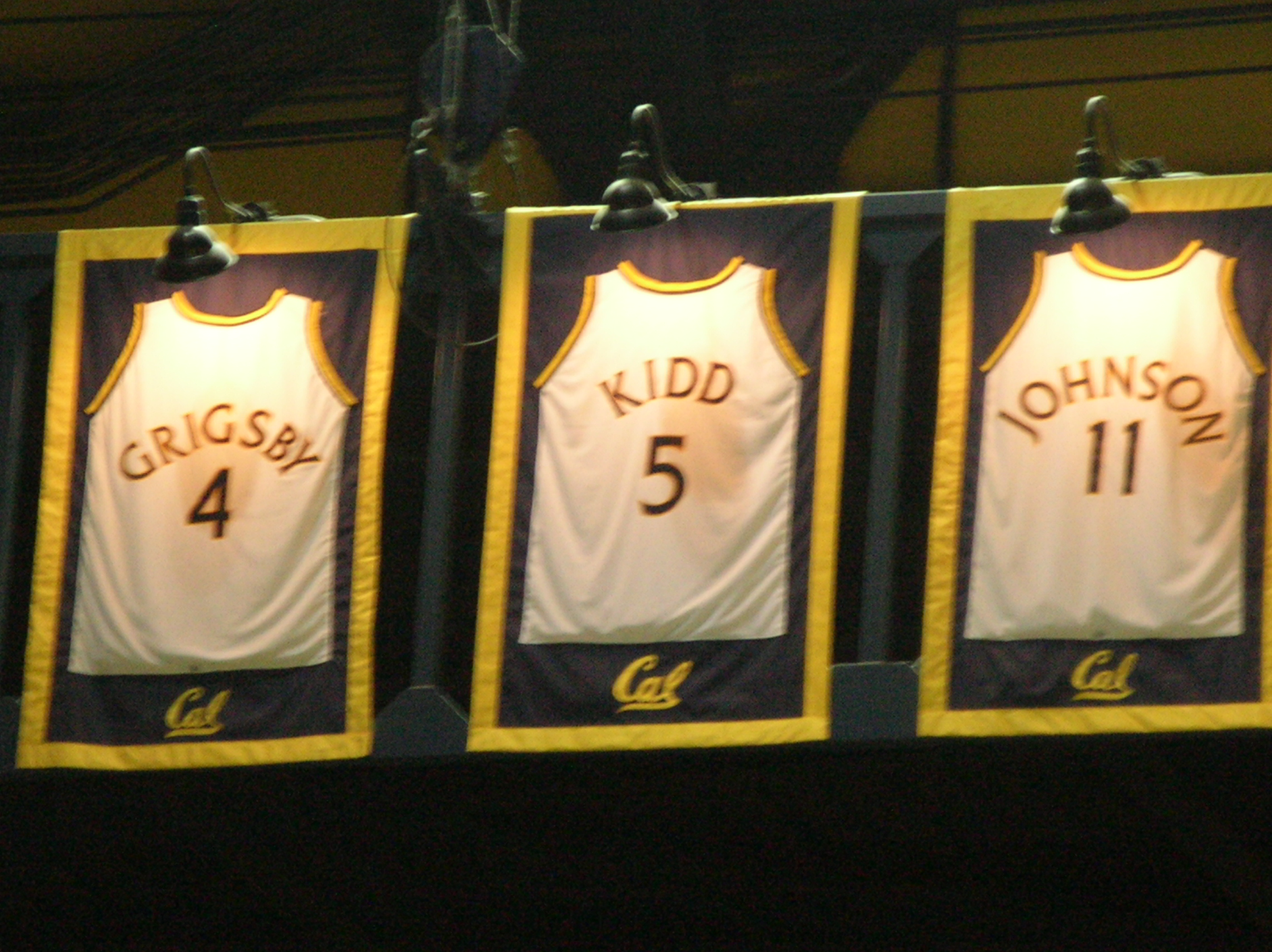
Maillot retiré de Jason Kidd.

Jason Kidd évolue dans l'université de Californie à Berkeley en Californie avant de s'inscrire à la draft 1994 de la NBA.

#### Mavericks de Dallas (1994-déc. 1996)
Il est choisi en seconde position par les Mavericks de Dallas derrière Glenn Robinson. Il remporte cette année-là le titre de meilleur rookie de l'année à égalité de voix avec Grant Hill, des Pistons de Détroit. Il forme alors à Dallas le trio des « trois J » avec Jim Jackson et Jamal Mashburn. Le talent de ces trois joueurs semble promettre des beaux jours à Dallas, mais diverses mésententes vont conduire à la dispersion du noyau.

#### Suns de Phoenix (déc. 1996-2001)
Le 26 décembre 1996, Kidd est alors transféré aux Suns de Phoenix contre Michael Finley, A.C. Green et Sam Cassell durant la saison 1996-1997.
Il reste à Phoenix quatre saisons et demie, où il est l'un des meneurs dominants de la ligue, participant régulièrement au All-Star Game, nommé à plusieurs reprises dans la All NBA First Team, et menant la ligue aux passes décisives.
Mais si ses qualités permettent aux Suns d'atteindre les play-offs chaque année, Kidd n'arrive pas à amener son équipe jusqu'en finale. Il est de nouveau transféré durant l'intersaison 2001 contre Stephon Marbury. Avec Marbury, les Suns n'atteignent pas les play-offs pour la première fois en 14 ans.

#### Nets du New Jersey (2001-fév. 2008)
En 2001-2002, il conduit les Nets du New Jersey au surprenant bilan de 52-30, en play-off il mène l'équipe jusqu'en finale NBA que les Nets perdent contre les Lakers de Los Angeles sur le score de 4-0, la même année il finit second au vote pour le titre de MVP, derrière Tim Duncan.
En 2002-2003, après une saison terminée sur le bilan de 49-33, les Nets se retrouvent de nouveau en finale NBA, mais sont battus 4-2 par les Spurs de San Antonio.
Le rachat du club en 2004 pousse la franchise à se séparer de joueurs clés (Kenyon Martin, Kerry Kittles) pour réduire les coûts, sans aucun joueur significatif en retour. Kidd, mécontent, demande à être transféré. Les Nets font néanmoins des efforts pour le satisfaire en récupérant Vince Carter, en disgrâce à Toronto, durant la saison 2004-05.
En juillet 2004, Kidd se fait opérer d'une microfracture pour soigner un genou abimé. Après un complet rétablissement il revient sur les cours en décembre, les Nets font peu après l'acquisition de Vince Carter venu de Toronto. Le début de saison laisse penser que les Nets pourraient rater les play-offs pour la première fois depuis 2001, avec Richard Jefferson blessé, Carter et Kidd conduisent les Nets en deuxième partie de saison et permettent à l'équipe de se qualifier de justesse en terminant à la 8e position de la conférence Est pour un bilan de 42-40. En play-offs les Nets perdent 4-0 contre Miami au premier tour.
Kidd termine la saison 2005-2006 avec 13,3 points, 7,3 rebonds et 8,4 passes (5e de la ligue). Malgré son âge les capacités de Kidd n'apparaissent pas diminuées particulièrement dans le domaine défensif. En février 2007 Jason Kidd est sélectionné comme remplaçant pour le All-Star game avec son coéquipier Vince Carter, il ne participe pas au match pour cause de blessure.
Le 7 avril 2007, Kidd et Vince Carter deviennent les premiers joueurs de la même équipe à enregistrer un triple-double lors du même match depuis Michael Jordan et Scottie Pippen en 1989 avec les Bulls de Chicago. Kidd termine le match avec 10 points, 16 rebonds et 18 passes.
Kidd termine les play-offs avec une moyenne de 14,6 points, 10,9 rebonds et 10,9 passes en 12 matchs, devenant le deuxième joueur à réaliser un triple-double de moyenne en play-offs depuis Oscar Robertson en 1962.
L'âge ne diminue vraiment pas Jason Kidd puisque « Mr Triple Double » détient ses meilleurs totaux de triples doubles sur une saison (12 chacune) sur les saisons 2006-2007 et 2007-2008 (12e et 13e saison pour Kidd). Il est également dans le cinq de base de l'Est au All-Star Game de 2008.

#### Mavericks de Dallas (fév. 2008-2012)

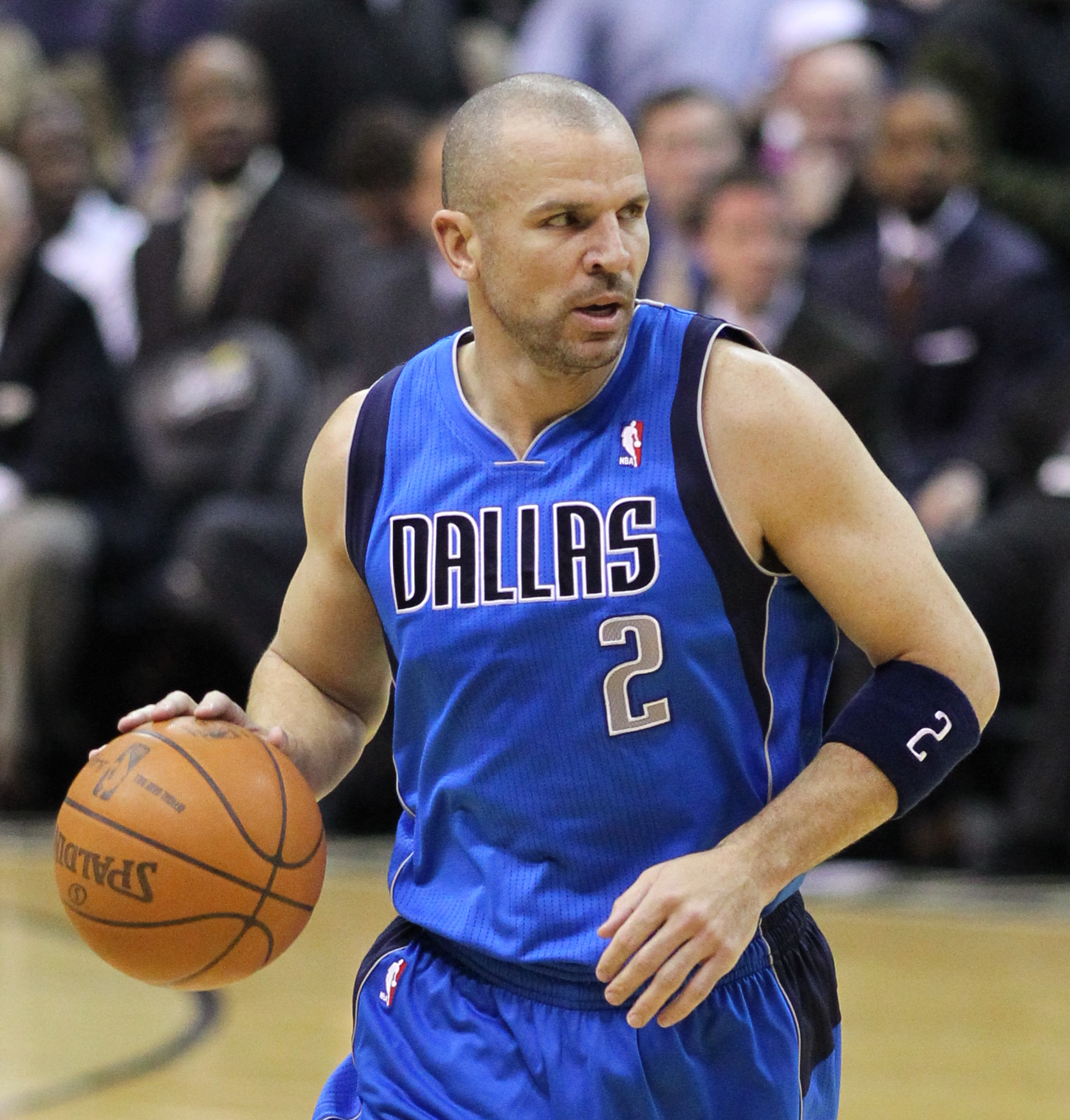
Jason Kidd en février 2011.

Le 19 février 2008, Kidd est transféré à Dallas avec Malik Allen et Antoine Wright contre Devin Harris, DeSagana Diop, Trenton Hassell, Maurice Ager et Keith Van Horn.
Le 12 juin 2011, il remporte pour la première fois, le titre de champion NBA après dix-sept années dans la ligue.

#### Knicks de New York (2012-2013)
En juillet 2012, il fait faux bond à la proposition de prolonger à Dallas et signe un contrat de 3 ans et 9 millions de dollars avec les Knicks de New York.
Le 3 juin 2013, il annonce qu'il prend sa retraite après 19 ans de carrière (une annonce faite vingt-quatre heures après celle de Grant Hill, drafté en 1994, la même année que Kidd). Il devra négocier une rupture de contrat puisqu’il lui restait deux saisons avec les Knicks de New York.

### Carrière d'entraîneur

#### Nets de Brooklyn (2013-2014)
Le 13 juin 2013, soit seulement dix jours après avoir annoncé la fin de sa carrière de joueur, Jason Kidd est nommé entraîneur des Nets de Brooklyn.
Le 29 juin 2014, les propriétaires des Nets lui refusent un poste de président ; il est annoncé partant du poste d'entraîneur. Le lendemain, il est nommé entraîneur des Bucks de Milwaukee.

#### Bucks de Milwaukee (2014-2018)
Le 30 juin 2014, il est nommé entraîneur des Bucks de Milwaukee.
Il est licencié le 22 janvier 2018 de son poste d'entraîneur des Bucks.

#### Lakers de Los Angeles (2019-2021)
Le 31 juillet 2019, Kidd est engagé comme entraîneur assistant au sein des Lakers de Los Angeles. Il fait partie du staff technique lors de la victoire des Lakers lors des Finales NBA 2020.

#### Mavericks de Dallas (depuis 2021)
Le 28 juin 2021, il est engagé par la franchise des Mavericks de Dallas, au poste d'entraîneur principal.

### Vie privée
Jason a épousé sa première femme, Joumana en 1997 avec qui il a eu 3 enfants : TJ Kidd, et deux jumelles, Miah et Jazelle. Il divorce en 2007.
Le 10 septembre 2011, Jason a épousé Porschla Coleman une ancienne mannequin.

## Affaires judiciaires

### Violence conjugale
En janvier 2001, il a été arrêté et a plaidé coupable à une accusation de violence conjugale pour avoir agressée sa femme Joumana. Dans le cadre de son plaidoyer, Kidd a reçu l'ordre de suivre des cours de gestion de la colère pendant six mois. Kidd a fait l'objet d'un suivit psychatrique obligatoire et a continué à y assister seul. En 2007, lors du divorce du coupe Joumana affirme que Jason, parmi les cas d'abus lui a cassé une côte et a endommagé son audition en lui fracassant la tête contre la console d'une voiture.

### Conduite en état d'ébriété
Le 15 juillet 2012, Jason a été arrêté par la police de Southampton Town à New York et accusé de délit de conduite en état d'ébriété. Selon la police, vers 2 heures du matin, le véhicule de Kidd a heurté un poteau téléphonique à quelques pâtés de maisons de son domicile et s'est retrouvé dans les bois, où les policiers ont déterminé qu'il était sous influence.

## Clubs successifs
- 1994-1997 :  Mavericks de Dallas.
- 1997-2001 :  Suns de Phoenix.
- 2002-2008 :  Nets du New Jersey.
- 2008-2012 :  Mavericks de Dallas.
- 2012-2013 :  Knicks de New York.

## Palmarès

### En sélection nationale
- Champion olympique en 2000 et en 2008 avec l'Équipe des États-Unis.

### En franchise
- Champion NBA en 2011 avec les Mavericks de Dallas.
- Finales NBA avec les Nets du New Jersey en 2002 contre les Lakers de Los Angeles, et en 2003 contre les Spurs de San Antonio.
- Champion de la Conférence Ouest en 2011 avec les Mavericks de Dallas.
- Champion de la Conférence Est en 2002 et 2003 avec les Nets du New Jersey.
- Champion de la Division Sud-Ouest en 2010 avec les Mavericks de Dallas.
- Champion de la Division Atlantique en 2002, 2003, 2004 et 2006 avec les Nets du New Jersey.
- Champion de la Division Atlantique en 2013 avec les Knicks de New York.

### Distinctions personnelles

#### Carrière de joueur
- 10 sélections au NBA All-Star Game en 1996, 1998, 2000, 2001, 2002, 2003, 2004, 2007, 2008 et 2010.
- All NBA First Team en 1999, 2000, 2001, 2002 et 2004.
- All-NBA Second Team en 2003.
- NBA-All Defensive First Team en 1999, 2001, 2002 et 2006.
- NBA-All Defensive Second Team en 2000, 2003, 2004, 2005 et 2007.
- Co-NBA Rookie of the Year de l'année en 1995 avec Grant Hill.
- NBA All-Rookie First Team en 1995.
- NBA Sportsmanship Award (joueur le plus fair-play de l'année) en 2012 et 2013.
- Rookie du mois de la NBA en mars 1995.
- Joueur du mois de la NBA en avril 1999; et joueur du mois de la Conférence Est lors des mois de novembre 2001 et décembre 2002.
- 5 fois meilleur passeur NBA en 1999 (10,8), 2000 (10,1), 2001 (9,8), 2003 (8,9) et 2004 (9,2).
- 3 fois joueur ayant fait le plus de passes décisives en 1999 (539), 2001 (753) et 2003 (711).
- Joueur ayant intercepté le plus grand nombre de ballons en 2002 (175).
- Vainqueur du Skills Challenge en 2003.
- Élu parmi les 50 meilleurs joueurs de basketball par Slam (magazine) en 2009.
- Son maillot, le no 5, a été retiré par les Nets du New Jersey.

En 2018, il est intronisé au Basketball Hall of Fame.

#### Carrière d'entraîneur
- Élu entraîneur du mois en janvier et mars 2014.

## Statistiques NBA

### Saison régulière
Légende :
| Champion NBA | Leader de la ligue | Titre recrue de la saison |

gras = ses meilleures performances
Le tableau suivant présente les statistiques individuelles de Jason Kidd pendant sa carrière professionnelle en saison régulière
| Saison        | Équipe        | Matchs | Titul. | Min./m | % Tir | % 3pts | % LF | Rbds/m. | Pass/m. | Int/m. | Ctr/m. | Pts/m. |
| ------------- | ------------- | ------ | ------ | ------ | ----- | ------ | ---- | ------- | ------- | ------ | ------ | ------ |
| 1994-1995     | Dallas        | 79     | 79     | 33.8   | 38.5  | 27.2   | 69.8 | 5.4     | 7.7     | 1.9    | 0.3    | 11.7   |
| 1995-1996     | Dallas        | 81     | 81     | 37.5   | 38.1  | 33.6   | 69.2 | 6.8     | 9.7     | 2.2    | 0.3    | 16.6   |
| 1996-1997     | Dallas        | 22     | 22     | 36.0   | 36.9  | 32.3   | 66.7 | 4.1     | 9.1     | 2.0    | 0.4    | 9.9    |
| 1996-1997     | Phoenix       | 33     | 23     | 35.5   | 42.3  | 40.0   | 68.8 | 4.8     | 9.0     | 2.4    | 0.4    | 11.6   |
| 1997-1998     | Phoenix       | 82     | 82     | 38.0   | 41.6  | 31.3   | 79.9 | 6.2     | 9.1     | 2.0    | 0.3    | 11.6   |
| 1998-1999*    | Phoenix       | 50     | 50     | 41.2   | 44.4  | 36.6   | 75.7 | 6.8     | 10.8    | 2.3    | 0.4    | 16.9   |
| 1999-2000     | Phoenix       | 67     | 67     | 39.0   | 40.9  | 33.7   | 82.9 | 7.2     | 10.1    | 2.0    | 0.4    | 14.3   |
| 2000-2001     | Phoenix       | 77     | 76     | 39.8   | 41.1  | 29.7   | 81.4 | 6.4     | 9.8     | 2.2    | 0.3    | 16.9   |
| 2001-2002     | New Jersey    | 82     | 82     | 37.3   | 39.1  | 32.1   | 81.4 | 7.3     | 9.9     | 2.1    | .2     | 14.7   |
| 2002-2003     | New Jersey    | 80     | 80     | 37.4   | 41.4  | 34.1   | 84.1 | 6.3     | 8.9     | 2.2    | 0.3    | 18.7   |
| 2003-2004     | New Jersey    | 67     | 66     | 36.6   | 38.4  | 32.1   | 82.7 | 6.4     | 9.2     | 1.8    | 0.2    | 15.5   |
| 2004-2005     | New Jersey    | 66     | 65     | 36.9   | 39.8  | 36.0   | 74.0 | 7.4     | 8.3     | 1.9    | 0.1    | 14.4   |
| 2005-2006     | New Jersey    | 80     | 80     | 37.2   | 40.4  | 35.2   | 79.5 | 7.3     | 8.4     | 1.9    | 0.4    | 13.3   |
| 2006-2007     | New Jersey    | 80     | 80     | 36.7   | 40.6  | 34.3   | 77.8 | 8.2     | 9.2     | 1.6    | 0.3    | 13.0   |
| 2007-2008     | New Jersey    | 51     | 51     | 37.2   | 36.6  | 35.6   | 82.0 | 8.1     | 10.4    | 1.5    | 0.3    | 11.3   |
| 2007-2008     | Dallas        | 29     | 29     | 34.9   | 42.6  | 46.1   | 81.5 | 6.5     | 9.5     | 2.1    | 0.4    | 9.9    |
| 2008-2009     | Dallas        | 81     | 81     | 35.6   | 41.6  | 40.6   | 81.9 | 6.2     | 8.7     | 2.0    | 0.5    | 9.0    |
| 2009-2010     | Dallas        | 80     | 80     | 36.0   | 42.3  | 42.5   | 80.8 | 5.6     | 9.1     | 1.8    | 0.4    | 10.3   |
| 2010-2011     | Dallas        | 80     | 80     | 33.2   | 36.1  | 34.0   | 87.0 | 4.4     | 8.2     | 1.7    | 0.4    | 7.9    |
| 2011-2012**   | Dallas        | 48     | 48     | 28.7   | 36.3  | 35.4   | 78.6 | 4.1     | 5.5     | 1.7    | 0.2    | 6.2    |
| 2012-2013     | New York      | 76     | 48     | 26.9   | 37.2  | 35.1   | 83.3 | 4.3     | 3.3     | 1.6    | 0.3    | 6.0    |
| Carrière      | Carrière      | 1391   | 1350   | 36.0   | 40.0  | 34.9   | 78.5 | 6.3     | 8.7     | 1.9    | 0.3    | 12.6   |
| All-Star Game | All-Star Game | 9      | 5      | 23.2   | 52.5  | 47.8   | 83.3 | 3.4     | 7.7     | 2.7    | 0.0    | 6.4    |

Notes : * Cette saison a été réduite de 82 à 50 matchs en raison du Lock out.
** Cette saison a été réduite de 82 à 66 matchs en raison du Lock out.

Dernière modification le 20 juin 2012

### Playoffs
Le tableau suivant présente les statistiques individuelles de Jason Kidd pendant sa carrière professionnelle en playoffs
| Saison   | Équipe     | Matchs | Titul. | Min./m | % Tir | % 3pts | % LF | Rbds/m. | Pass/m. | Int/m. | Ctr/m. | Pts/m. |
| -------- | ---------- | ------ | ------ | ------ | ----- | ------ | ---- | ------- | ------- | ------ | ------ | ------ |
| 1997     | Phoenix    | 5      | 5      | 41.4   | 39.6  | 36.4   | 52.6 | 6.0     | 9.8     | 2.2    | 0.4    | 12.0   |
| 1998     | Phoenix    | 4      | 4      | 42.8   | 37.9  | 0.0    | 81.3 | 5.8     | 7.8     | 4.0    | 0.5    | 14.3   |
| 1999     | Phoenix    | 3      | 3      | 42.0   | 41.9  | 25.0   | 71.4 | 2.3     | 10.3    | 1.7    | 0.3    | 15.0   |
| 2000     | Phoenix    | 6      | 6      | 38.2   | 40.0  | 36.4   | 77.8 | 6.7     | 8.8     | 1.8    | 0.2    | 9.8    |
| 2001     | Phoenix    | 4      | 4      | 41.5   | 31.9  | 23.5   | 75.0 | 6.0     | 13.3    | 2.0    | 0.0    | 14.3   |
| 2002     | New Jersey | 20     | 20     | 40.2   | 41.5  | 18.9   | 80.8 | 8.2     | 9.1     | 1.7    | 0.4    | 19.6   |
| 2003     | New Jersey | 20     | 20     | 42.6   | 40.2  | 32.7   | 82.5 | 7.7     | 8.2     | 1.8    | 0.2    | 20.1   |
| 2004     | New Jersey | 11     | 11     | 43.1   | 33.3  | 20.8   | 81.1 | 6.6     | 9.0     | 2.3    | 0.6    | 12.6   |
| 2005     | New Jersey | 4      | 4      | 45.5   | 38.8  | 36.7   | 54.5 | 9.0     | 7.3     | 2.5    | 0.0    | 17.3   |
| 2006     | New Jersey | 11     | 11     | 40.9   | 37.1  | 30.0   | 82.6 | 7.6     | 9.6     | 1.5    | 0.2    | 12.0   |
| 2007     | New Jersey | 12     | 12     | 40.3   | 43.2  | 42.0   | 52.0 | 10.9    | 10.9    | 1.8    | 0.4    | 14.6   |
| 2008     | Dallas     | 5      | 5      | 36.0   | 42.1  | 46.2   | 62.5 | 6.4     | 6.8     | 1.4    | 0.4    | 8.6    |
| 2009     | Dallas     | 10     | 10     | 38.6   | 45.8  | 44.7   | 85.0 | 5.8     | 5.9     | 2.2    | 0.3    | 11.4   |
| 2010     | Dallas     | 6      | 6      | 40.5   | 30.4  | 32.1   | 91.7 | 6.8     | 7.0     | 2.3    | 0.2    | 8.0    |
| 2011     | Dallas     | 21     | 21     | 35.4   | 39.8  | 37.4   | 80.0 | 4.5     | 7.3     | 1.9    | 0.5    | 9.3    |
| 2012     | Dallas     | 4      | 4      | 36.0   | 34.1  | 34.6   | 90.0 | 6.0     | 6.0     | 3.0    | 0.2    | 11.5   |
| 2013     | New York   | 12     | 0      | 20.6   | 12.0  | 17.6   | 100  | 3.5     | 2.0     | 1.0    | 0.3    | 0.9    |
| Carrière | Carrière   | 158    | 146    | 38.6   | 39.1  | 32.2   | 78.1 | 6.7     | 8.0     | 1.9    | 0.3    | 12.9   |

## Statistiques en tant qu'entraîneur
| Participation en playoffs |

| Équipe    | Année     | Saison régulière | Saison régulière | Saison régulière | Saison régulière | Saison régulière          | Playoffs | Playoffs  | Playoffs | Playoffs | Playoffs                                                            |
| Équipe    | Année     | Matchs           | Victoires        | Défaites         | %                | Classement                | Matchs   | Victoires | Défaites | %        | Résultat                                                            |
| --------- | --------- | ---------------- | ---------------- | ---------------- | ---------------- | ------------------------- | -------- | --------- | -------- | -------- | ------------------------------------------------------------------- |
| Brooklyn  | 2013-2014 | 82               | 44               | 38               | 53,7             | 2e en division Atlantique | 12       | 5         | 7        | 41,7     | Défaite contre le Heat de Miami en demi-finale de conférence        |
| Milwaukee | 2014-2015 | 82               | 41               | 41               | 50,0             | 3e en division Centrale   | 6        | 2         | 4        | 33,3     | Défaite contre les Bulls de Chicago au premier tour                 |
| Milwaukee | 2015-2016 | 82               | 33               | 49               | 40,2             | 5e en division Centrale   | -        | -         | -        | -        | Pas de playoffs                                                     |
| Milwaukee | 2016-2017 | 82               | 42               | 40               | 51,2             | 2e en division Centrale   | 6        | 2         | 4        | 33,3     | Défaite contre les Raptors de Toronto au premier tour               |
| Milwaukee | 2017-2018 | 45               | 23               | 22               | 51,1             | Limogé                    | -        | -         | -        | -        | Pas de playoffs                                                     |
| Dallas    | 2021-2022 | 82               | 52               | 30               | 63,4             | 2e en division Sud-Ouest  | 18       | 9         | 9        | 50,0     | Défaite contre les Warriors de Golden State en finale de conférence |
| Dallas    | 2022-2023 | 82               | 38               | 44               | 46,3             | 3e en division Sud-Ouest  | -        | -         | -        | -        | Pas de playoffs                                                     |
| Dallas    | 2023-2024 | 82               | 50               | 32               | 61,0             | 1er en division Sud-Ouest | 22       | 13        | 9        | 59,1     | Défaite contre les Celtics de Boston en Finales NBA                 |
| Dallas    | 2024-2025 | -                | -                | -                | -                | -                         | -        | -         | -        | -        | -                                                                   |
| Total     | Total     | 619              | 323              | 296              | 52,2             |                           | 64       | 31        | 33       | 48,4     |                                                                     |

## Records en NBA

### Sur une rencontre
Les records personnels de Jason Kidd en NBA sont les suivants, :
| Record de la franchise |

| Type de statistique        | Saison régulière | Saison régulière            | Saison régulière | Playoffs | Playoffs                  | Playoffs      |
| Type de statistique        | Record           | Adversaire                  | Date             | Record   | Adversaire                | Date          |
| -------------------------- | ---------------- | --------------------------- | ---------------- | -------- | ------------------------- | ------------- |
| Points                     | 43               | @ Rockets de Houston        | 29 mars 2001     | 34       | Pistons de Détroit        | 22 mai 2003   |
| Paniers marqués            | 16               | @ Rockets de Houston        | 29 mars 2001     | 13       | Lakers de Los Angeles     | 9 juin 2002   |
| Paniers tentés             | 36               | @ Jazz de l'Utah            | 20 janvier 2003  | 26       | 2 fois                    | 2 fois        |
| Paniers à 3 points réussis | 8                | 2 fois                      | 2 fois           | 6        | Trail Blazers de Portland | 16 avril 2011 |
| Paniers à 3 points tentés  | 13               | Cavaliers de Cleveland      | 15 décembre 2012 | 10       | 4 fois                    | 4 fois        |
| Lancers francs réussis     | 17               | @ Knicks de New York        | 17 décembre 2002 | 11       | 4 fois                    | 4 fois        |
| Lancers francs tentés      | 22               | Grizzlies de Vancouver      | 22 mars 1999     | 14       | 3 fois                    | 3 fois        |
| Rebonds offensifs          | 8                | 2 fois                      | 2 fois           | 6        | @ Lakers de Los Angeles   | 5 juin 2002   |
| Rebonds défensifs          | 15               | 2 fois                      | 2 fois           | 14       | Cavaliers de Cleveland    | 14 mai 2007   |
| Rebonds totaux             | 19               | Magic d'Orlando             | 16 novembre 2007 | 17       | Cavaliers de Cleveland    | 14 mai 2007   |
| Passes décisives           | 25               | Jazz de l'Utah              | 8 février 1996   | 19       | Raptors de Toronto        | 27 avril 2007 |
| Interceptions              | 7                | Suns de Phoenix             | 17 février 2010  | 7        | @ Thunder d'Oklahoma City | 28 avril 2012 |
| Contres                    | 4                | 2 fois                      | 2 fois           | 2        | 6 fois                    | 6 fois        |
| Balles perdues             | 14               | Knicks de New York          | 17 novembre 2000 | 8        | 3 fois                    | 3 fois        |
| Minutes jouées             | 56               | @ Trail Blazers de Portland | 14 novembre 1997 | 57       | @ Pistons de Détroit      | 14 mai 2004   |

- Double-double : 537 (dont 50 en playoffs)
- Triple-double : 118 (dont 11 en playoffs)

### En carrière
- Deuxième meilleur passeur de l'histoire après John Stockton[20].
- Deuxième meilleur intercepteur de l'histoire après John Stockton et devant Michael Jordan[21].
- 14 pertes de balles le 17 novembre 2000, il s'agit d'un record négatif qu'il détient avec John Drew[22].
- Quatrième au classement du nombre de triple-double enregistrés avec 107 en carrière au terme de la saison NBA 2012-2013, derrière Russell Westbrook, Oscar Robertson et Magic Johnson[23].
- Il est après Oscar Robertson en 1962, le second joueur à obtenir un triple-double en moyenne pendant les 12 rencontres disputées par les Nets en playoffs en 2007 (14,6 points, 10,9 rebonds, 10,9 passes)[24].

## Pour approfondir